# Johnny Moore (Musiker, 1929)
Johnny Foy Moore (* 11. November 1929; † 21. Januar 2025) war ein US-amerikanischer Country- und Rock’n’Roll-Musiker.
Moore nahm seine erste Single 1959 bei Vaden Records aus Arkansas auf, auf der er von Jimmy Haggetts Band begleitet wurde. Die Single bestand aus dem Country-Rocker Country Girl, der von einem harten Klavierspiel dominiert wurde, und der Ballade I Want You to Know. Aufgrund von Vadens fehlenden finanziellen Mitteln schaffte die Single aber nur lokalen Erfolg.
Moore wechselte danach zu Sims Records und Nashville Records, bei denen er jeweils eine Single im Country-Stil veröffentlichte. 

## Diskografie
- 1959: I Want You to Know/ Country Girl (Vaden 45-111)
- 1964: Samson Met His Waterloo / Cotton Pickin’ Millinaire (Sims 179)
- 1962: Be Honest with Me / Country Boy (Nashville NV-5047)